# S/2003 J 2
S/2003 J 2 je Jupitrov naravni satelit (luna). Spada med  nepravilne lune z retrogradnim gibanjem. Je trenutno od Jupitra najbolj oddaljen znan naravni satelit Jupitra.
Luno S/2003 J 2 je leta 2003  odkrila skupina astronomov, ki jo je vodil Scott S. Sheppard z Univerze Havajev. Luna še nima imena.
Luna S/2003 J 2 ima premer okoli 2 km in obkroža Jupiter v povprečni razdalji 29,541.000 km. Obkroži ga v  979  dneh in 23 urah in 46 minutah po tirnici z veliko izsrednostjo (ekscentričnostjo) , ki ima naklon tira okoli 154° glede na ekliptiko in 152° glede na ekvator Jupitra. Ne pripada nobeni skupini Jupitrovih naravnih satelitov. 
Njena gostota je ocenjena na 2,6 g/cm3, kar kaže, da je sestavljena iz kamnin. 
Luna izgleda zelo temna. Ima odbojnost 0,04. Njen navidezni sij je 23,2 m.
Meja vpliva gravitacije na stabilno gibanje v okolici je določena s Hillovo kroglo. Polmer krogle, znotraj katere je gibanje teles še stabilno, se za primer Jupitra izračuna s pomočjo obrazca {\displaystyle \approx a_{j}{\sqrt[{3}]{\frac {m_{j}}{3M_{s}}}}} (kjer sta {\displaystyle a_{j}} und {\displaystyle m_{j}} Jupitrova večja polos in masa in  {\displaystyle M_{s}} je masa Sonca). Za Jupiter ima Hillova krogla polmer 52 Gm. Retrogradni sateliti z velikostjo polosi 67 % Hillove krogle so stabilni. To pomeni, da lahko pričakujemo odkritje še bolj oddaljenih naravnih satelitov Jupitra.